# Епархия Плимута
Епархия Плимута (англ. Diocese of Plymouth) — римско-католический диоцез с центром в городе Плимут графства Девон в Англии. Диоцез основан в 1850 году, один из 13 первоначальных диоцезов, образованных папой Пием IX после восстановления католической иерархической структуры в Англии и Уэльсе. Диоцез входит в провинцию Саутуарка.
Площадь диоцеза составляет 12,831 км² и включает графства: Корнуолл, Девон и Дорсет. Диоцез насчитывает 5 деканатов и 95 приходов. Кафедральный собор — собор Святых Марии и Бонифация на Wyndham Street West в Плимуте.

## Ординарии
- Джордж Эррингтон (27 июня 1851 — 30 марта 1855), стал епископом-коадъютором Вестминстера
- Уильям Воган (10 июля 1855 — † 24 октября 1902)
- Чарльз Морис Грэм (25 октября 1902 — 16 марта 1911), вышел на пенсию
- Джон Джозеф Кейли (21 апреля 1911 — † 23 сентября 1928)
- Джон Патрик Барретт (7 июня 1929 — † 2 ноября 1946)
- Фрэнсис Джозеф Гримшоу (2 июня 1947 года — 11 мая 1954), стал архиепископом Бирмингема
- Сирил Эдвард Рестио (9 апреля 1955 — 19 ноября 1985), вышел на пенсию
- Хью Кристофер Бадд (19 ноября 1985 — 9 ноября 2013), вышел на пенсию
- Марк О’Тул (с 9 ноября 2013)